# Pietrelcina
Pietrelcina község (comune) Olaszország Campania régiójában, Benevento megyében.

## Fekvése
A megye központi részén fekszik. Határai: Benevento, Paduli, Pago Veiano és Pesco Sannita.

## Története
Első írásos említése 1133-ból származik. A következő századokban nemesi birtok volt. A 19. században nyerte el önállóságát, amikor a Nápolyi Királyságban felszámolták a feudalizmust.

## Népessége
A népesség számának alakulása:

## Főbb látnivalói
- Angyalok Szűz Máriája-templom
- Szent Anna-templom
- Szent Család-templom
- Szent Ferenc-kápolna

## Közlekedés
A településnek vasútállomása van.
A település az Strada statale 212 della Val Fortore úton keresztül érhető el. 

## Híres szülöttei
- Pietrelcinai Szent Pio, stigmatizált olasz római katolikus pap, kapucinus szerzetes.